# Machachi
Machachi – miasto w północnym Ekwadorze, w prowincji Pichincha. Stolica kantonu Mejía.

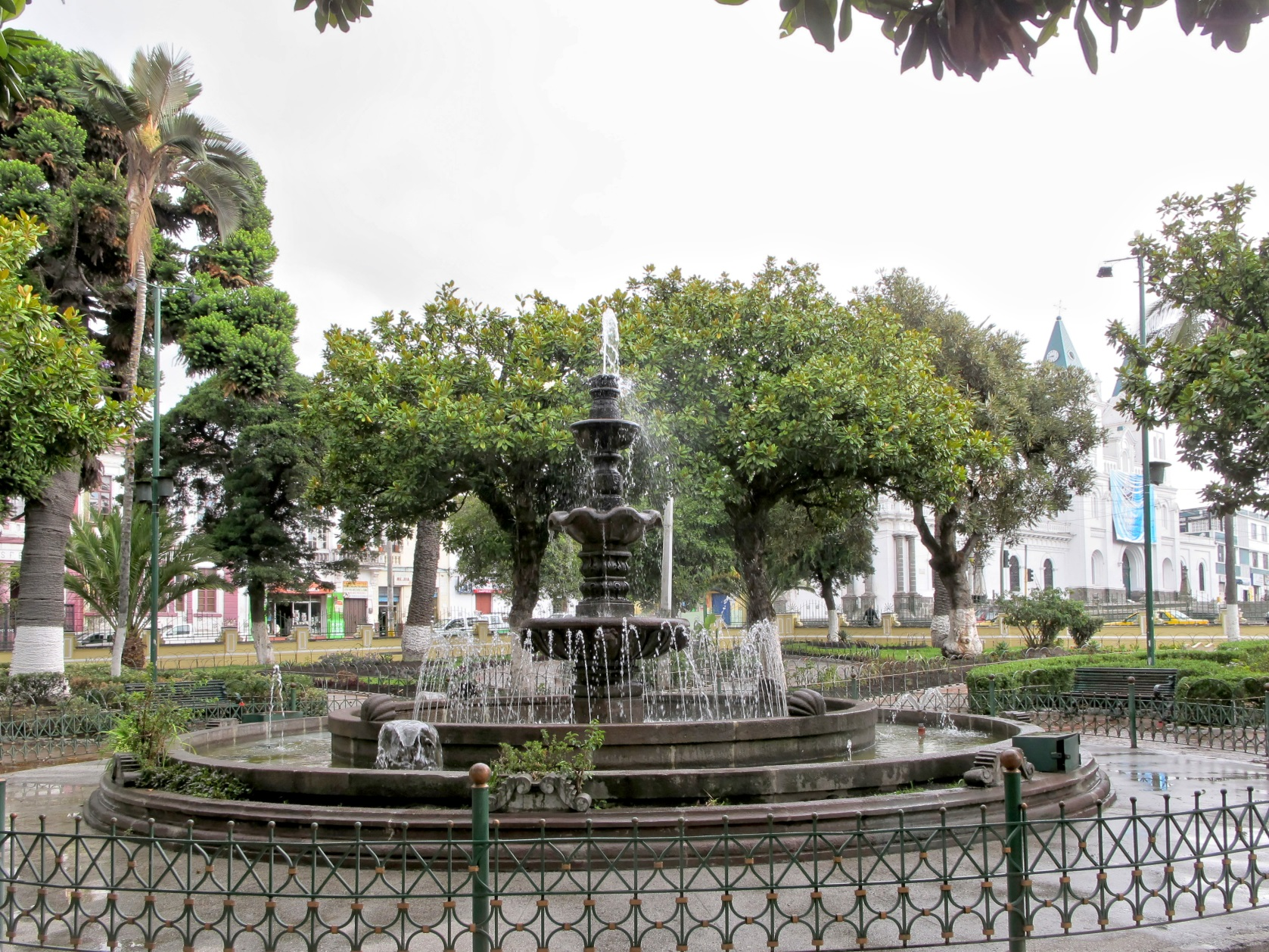
Park Centralny w Machachi

## Opis
Miasto zostało założone 11 listopada 1820 roku. Przez miejscowość przebiega Droga Panamerykańska E35 i linia kolejowa. Machachi wchodzi w skład obszaru metropolitalnego Quito. 

## Linki zewnętrzne

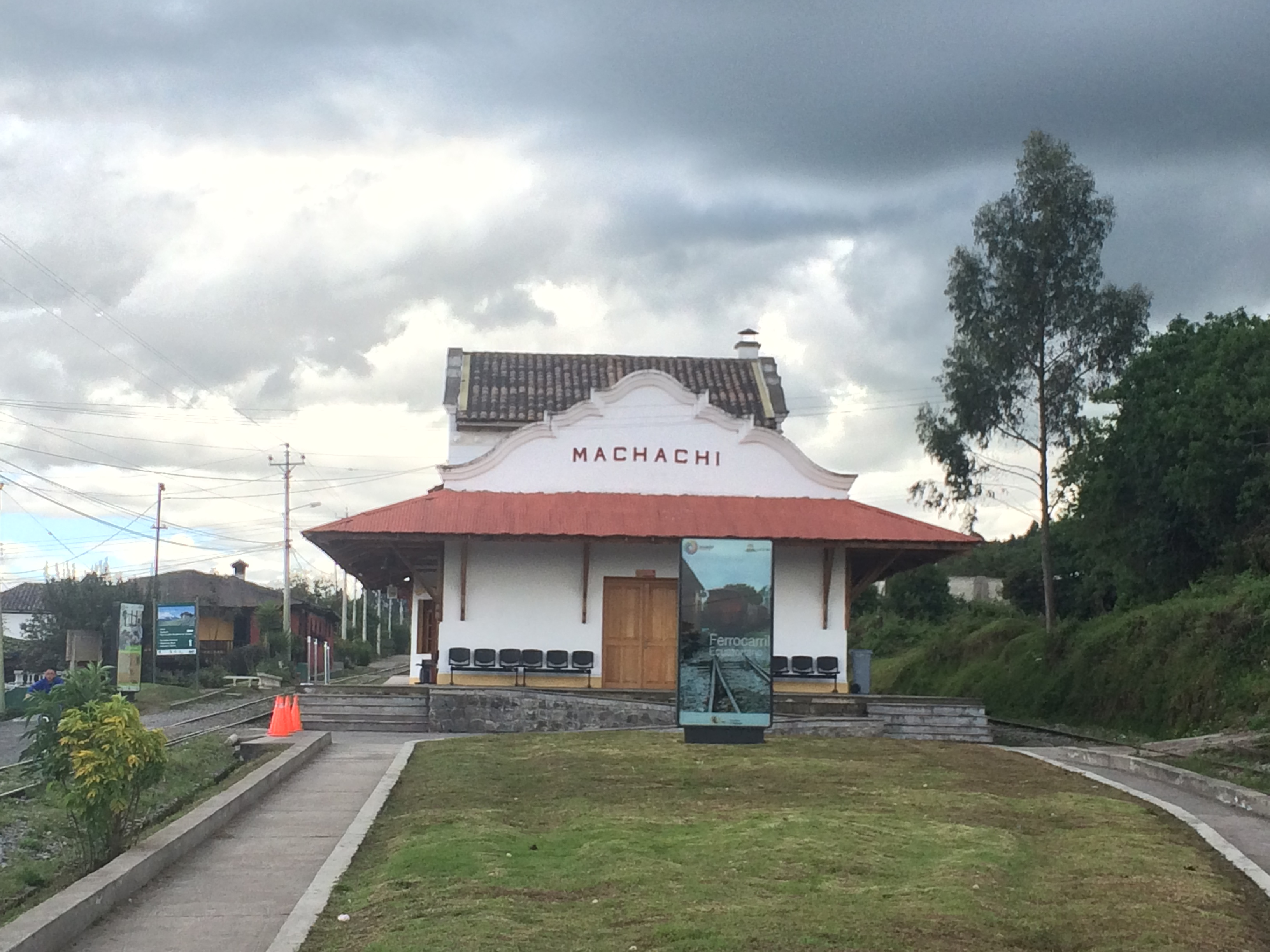
Stacja kolejowa w Machachi

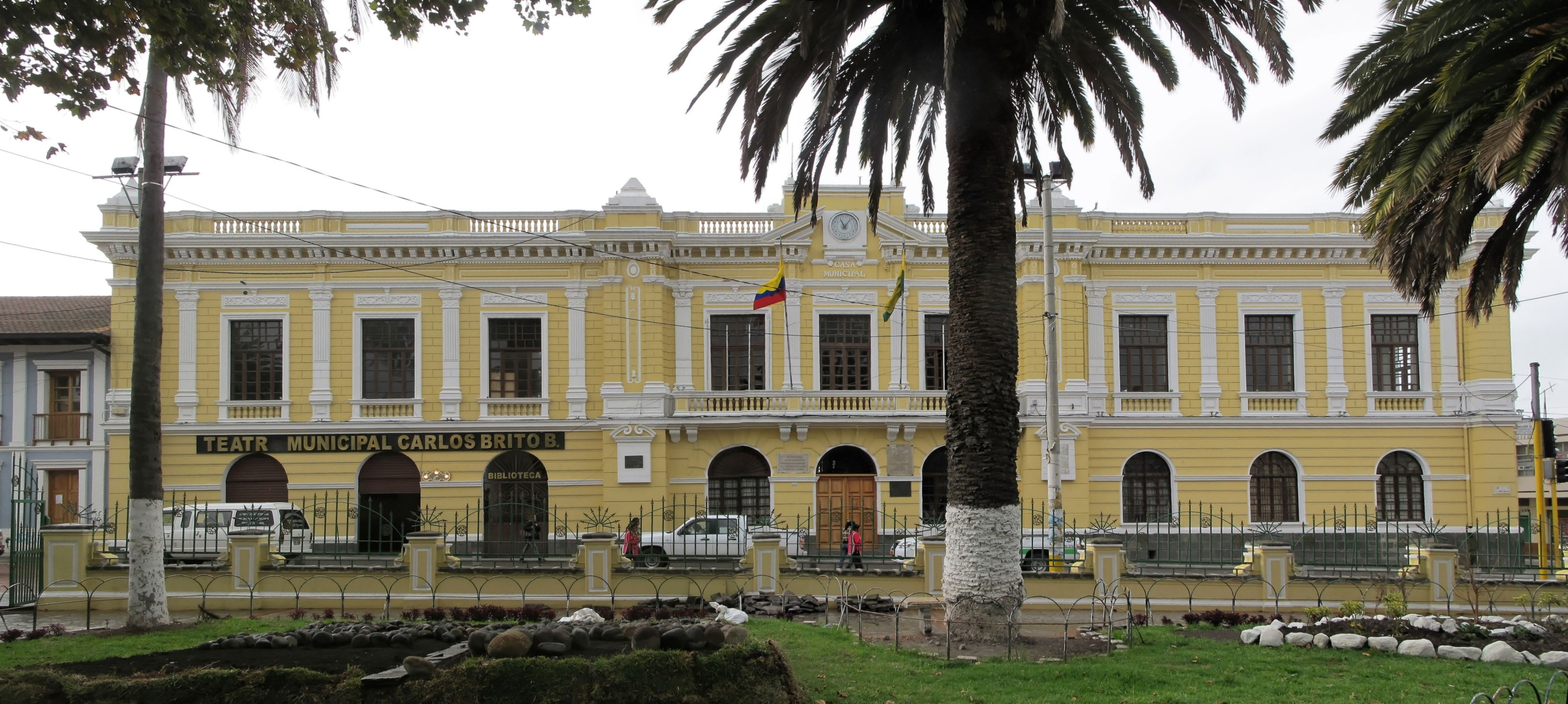
Teatr w Machachi